# Association grecque d'espéranto
Pour les articles homonymes, voir HEA.
L’Association grecque d'espéranto (en espéranto : Helena Esperanto-Asocio ou HEA; en grec : Ελληνικός Εσπεραντικός Σύνδεσμος) est l'association nationale liée à l'UEA en Grèce.
Bien que les Grecs aient déjà entendu parler de l'espéranto en 1888, les premiers espérantistes grecs apparurent en 1904 à Athènes et en 1905 à Samos (qui était, à cette époque, un territoire ottoman indépendant). De petits groupes d'espéranto apparurent également dans d'autres villes. Il faut mentionner l'ardant Mouvement d'Espéranto qui commença à Athènes à partir de 1926. Anakreon Stamatiadis, le fondateur de l'Association grecque d'espéranto (1927), fut le pionnier du Mouvement grec en faveur de l'espéranto et le principal espérantiste grec.
L'Association grecque d'espéranto a pour but principal d'informer le public grec au sujet de l'espéranto, de faire connaître la langue internationale en Grèce et de faire connaître la culture grecque dans d'autres pays par le biais de l'espéranto.
Dans ce cadre, l'Association grecque d'espéranto édite des brochures, organise des cours, des réunions locales ou internationales, des expositions, des conférences ainsi que d'autres évènements.